# Mattéo Le Corvec

a Compétitions nationales et continentales officielles uniquement.

b Matchs officiels uniquement.
Dernière mise à jour le 25 juin 2025.
Mattéo Le Corvec, né le 4 janvier 2001 à Mont-de-Marsan (Landes), est un joueur français de rugby à XV. Il évolue au poste de troisième ligne aile au RC Toulon.

## Biographie
Né à Mont-de-Marsan, Mattéo Le Corvec est le fils de Grégory Le Corvec. Il grandit à Perpignan où ses parents sont arrivés six mois après sa naissance. Il fréquente l'école maternelle Boussiron puis l'école primaire Claude Simon. Il rejoint l'école de rugby de l'USA Perpignan dès l’âge de 4 ans .
Quand son père part de Perpignan en 2012, il signe au RC Toulon, des moins de 12 ans aux Espoirs. International en moins de 16 ans et en moins de 17 ans, il est sélectionné en équipe de France de rugby à XV des moins de 20 ans,.
Il fait une licence STAPS.
En 2019, il est recruté par le RC Toulon pour intégrer son centre de formation.
À l'automne 2024, il est annoncé qu'il est recruté par l'USA Perpignan à partir de la saison 2025-2026.